# 406ª Brigata artiglieria "Maggior generale Oleksij Almazov"
La 406ª Brigata autonoma artiglieria "Maggior generale Oleksij Almazov" (in ucraino 406-та окрема артилерійська бригада імені генерал-хорунжого Олексія Алмазова?, 406-ta okrema artylerijs'ka bryhada imeni heneral-chorunžoho Oleksija Almazova, unità militare A2062) è un'unità di artiglieria del Corpo della fanteria di marina ucraina con base a Mykolaïv.

## Storia
L'unità venne costituita nell'aprile del 1976 come 301ª Brigata artiglieria (unità militare 48249) presso la città di Zaporižžja per ordine dello stato maggiore delle Forze armate sovietiche. Nel 1983 fu trasferita presso Sinferopoli, in Crimea, e nel 1990 assegnata alla Flotta del Mar Nero.
In seguito allo scioglimento dell'Unione Sovietica nel 1992 la brigata è passata sotto il controllo dell'Ucraina ed è stata trasferita a Odessa. Nel 2001 è stata riorganizzata come 406º Reggimento artiglieria, il quale nel 2003 è stato nuovamente declassato a gruppo artiglieria autonomo. Nel 2006 è diventata un'unità di artiglieria costiera ed è stata assegnata di nuovo alla base di Sinferopoli.
Nel febbraio 2014, in seguito all'occupazione russa della Crimea, l'unità è rimasta bloccata nella penisola. Gran parte degli ufficiali sono rimasti fedeli all'Ucraina, e i militari sono riusciti a raggiungere Zaporižžja. Al contrario il comandante della brigata, Dmytro Kozačenko, ha tradito il giuramento ed è passato dalla parte dei russi. Il personale evacuato è stato temporaneamente riassegnato alla 55ª Brigata artiglieria "Sič di Zaporižžja", mentre il 17 marzo 2015 l'unità è stata ricostituita come brigata autonoma. Successivamente ha preso parte alla guerra del Donbass, fornendo supporto alle truppe ucraine impegnate in combattimento a Mariupol' e Avdiïvka. Il 22 agosto 2018 la brigata è stata ufficialmente intitolata a Oleksij Almazov, colonnello generale della Repubblica Popolare Ucraina e considerato uno dei fondatori della moderna artiglieria ucraina.
Mobilitata durante l'invasione russa dell'Ucraina del 2022, la brigata ha inizialmente operato a difesa della città di Mykolaïv, rispondendo al fuoco russo anche con gli obici da 155 mm M777 ricevuti dagli Stati Uniti. Successivamente ha supportato la controffensiva ucraina nella regione di Cherson, fino alla liberazione della città l'11 novembre 2022. Nel corso del 2023 ha continuato a operare nell'area di Cherson, colpendo le posizioni nemiche sulla sponda meridionale del Dnepr. Il 23 maggio è stata insignita dal presidente ucraino Volodymyr Zelens'kyj del titolo onorifico "Per il Valore e il Coraggio". A partire da luglio un battaglione della brigata è stato invece distaccato e schierato nell'oblast' di Donec'k, a nord di Vuhledar. Nella prima metà del 2024 la brigata ha fornito supporto di fuoco alla testa di ponta ucraina sulla sponda sud del Dnepr, nel villaggio di Krynky.

## Struttura
- Comando di brigata[14]
- 64º Battaglione artiglieria (Bilhorod-Dnistrovs'kyj, unità militare A4217)[15]
- 65º Battaglione missilistico costiero (Dačne, unità militare A3687)[16]
- 66º Battaglione artiglieria (Berdjans'k, unità militare A2611)[17]
- 67º Battaglione artiglieria (Očakiv, unità militare A1804)[18]
- Battaglione artiglieria controcarri (MT-12 Rapira)
- Battaglione acquisizione obiettivi
- Compagnia di protezione
- Compagnia genio
- Compagnia manutenzione
- Compagnia logistica
- Compagnia comunicazioni
- Compagnia radar
- Compagnia medica

## Simboli
Lo stemma della brigata, come tutti quelli del Corpo della fanteria di marina, è tagliato di blu chiaro e scuro, colori che rappresentano rispettivamente il Mar d'Azov e il Mar Nero. Al centro si trova un'ancora dorata con due cannoni incrociati, a indicare l'appartenenza dell'unità di artiglieria alla componente terrestre delle forze navali.

## Comandanti
- Colonnello Ivan But (1976-1986)
- Colonnello Volodymyr Fomenko (1986-1988)
- Colonnello Borys Koževnikov (1988-1994)
- Colonnello Oleksandr Hurin (1994-1998)
- Colonnello Mykola Dumenko (1998-2001)
- Colonnello Jevhen Dobrynin (2001-2008)
- Colonnello Dmytro Kozačenko (2008-2014)
- Colonnello Jevhen Dobrynin (2014-2016)
- Colonnello Andrij Šubin (2016-in carica)